# Athens (Texas)
Athens es una ciudad ubicada en el condado de Henderson en el estado estadounidense de Texas. En el Censo de 2010 tenía una población de 12.710 habitantes y una densidad poblacional de 255,62 personas por km². Es la sede del Condado de Henderson . En el año 2007, la Cámara de Representantes del Estado de Texas designó a Athens como "El lugar de origen de la Hamburguesa". A la ciudad también se la llama "Capital Mundial de la judía Black-Eyed", debido a su festival anual dedicado a esta variedad de legumbre.

## Geografía
Athens se encuentra ubicada en las coordenadas 32°12′18″N 95°50′17″O / 32.20500, -95.83806. Según la Oficina del Censo de los Estados Unidos, Athens tiene una superficie total de 49.72 km², de la cual 43.59 km² corresponden a tierra firme y (12.32%) 6.13 km² es agua.

## Demografía
Según el censo de 2010, había 12.710 personas residiendo en Athens. La densidad de población era de 255,62 hab./km². De los 12.710 habitantes, Athens estaba compuesto por el 65.34% blancos, el 17.75% eran afroamericanos, el 0.5% eran amerindios, el 0.61% eran asiáticos, el 0.02% eran isleños del Pacífico, el 13.68% eran de otras razas y el 2.1% pertenecían a dos o más razas. Del total de la población el 26.73% eran hispanos o latinos de cualquier raza.

## Personas Notables
- William Wayne Justice, juez de la Corte de Distrito de los Estados Unidos

## Puntos de interés
- East Texas Arboretum and Botanical Society
- Trinity Valley Community College (sede del Campus del Condado de Henderson)
- Texas Freshwater Fisheries Center
- Athens Cain Center, Civic and Fitness Center Archivado el 14 de abril de 2010 en Wayback Machine.